# Niassono
Niassono est une commune située dans le département de Kiembara de la province du Sourou au Burkina Faso.

## Géographie
La commune est traversée par la route nationale 10.